# شورش کونوهه
شورش کونوهه، شورش کونوهه ماسازانه (به ژاپنی: 九戸政実の乱, Kunohe Masazane no Ran) یکی از نبردهای دوره آزوچی-مومویاما بود. این نبرد یکی از آخرین نبردهای وحدت‌سازی ژاپن بود که توسط تویوتومی هیده‌یوشی انجام می‌شد.